# Kościół św. Krzyża w Stelmužė
Kościół św. Krzyża w Stelmužė – katolicki kościół w Stelmužė (Litwa, okręg uciański, rejon jezioroski). Kościół jest najstarszą zachowaną drewnianą świątynią na Litwie.
Kościół katolicki ufundowany przez baronów Foelkerzambów zbudowano w 1650. W 1727 właściciele miejscowego majątku przebudowali kościół i przekazali miejscowym kalwinom. W 1808 kościół został zwrócony katolikom. Po 1945 zamknięty, a po remoncie umieszczono w nim oddział muzeum z Rakiszek. Ponownie zwrócony katolikom na początku lat 90. XX wieku.
Budowla na planie prostokąta, z pięciokątnym prezbiterium, zakrystią i przedsionkiem, węższym od nawy. Do wejścia prowadzi portyk z dwunastoma kolumnami i trójkątnym frontonem. Budowla przykryta jest wysokim dachem krytym gontem.
We wnętrzu zachowały się ołtarz i ambona z początków XVII wieku. Obok kościoła stoi drewniana, dwukondygnacyjna dzwonnica z połowy XVII wieku, przebudowana w 1873.
Kościół jest otoczony parkiem dworskim w którym rośnie najstarszy dąb na Litwie.